# Światowy Dzień Mózgowego Porażenia Dziecięcego
Światowy Dzień Mózgowego Porażenia Dziecięcego – święto obchodzone corocznie 6 października. Obchody Dnia mają na celu podnoszenie świadomości społecznej na temat mózgowego porażenia dziecięcego. Inicjatywa powstała w 2012 roku przez australijską organizację non-profit Cerebral Palsy Alliance oraz amerykańską United Cerebral Palsy. Jest wspierany przez kilkaset organizacji zajmujących się MPD, w tym uniwersytety, instytucje badawcze, grupy studenckie, szkoły i szpitale dziecięce z 65 państw, co jest potwierdzone na stronie internetowej World CP Day.
W ramach akcji poszukuje się pomysłów i rozwiązań, które mogą być zastosowane dla osób z mózgowym porażeniem dziecięcym w celu zapewnienia im komfortu w codziennym życiu; np. w 2012 roku na stronie internetowej Światowego Dnia Mózgowego Porażenia Dziecięcego zrealizowano pomysł osoby z MPD, pochodzącego z Turcji Alpera Sirvana – zespół z Uniwersytetu Wirginii opracował prototyp wózka inwalidzkiego napędzanego energią słoneczną.
Od 2015 roku jest to również ruch społeczny, który koncentruje się na kluczowych kwestiach dotyczących osób z MPD na całym świecie, niezależnie od różnic geograficznych, kulturowych i ekonomicznych. Strona internetowa Dnia dostarcza narzędzi i zasobów w celu podjęcia działań na szczeblu lokalnym, a tym samym buduje globalny ruch.
W Polsce Światowy Dzień Mózgowego Porażenia Dziecięcego również jest obchodzony 6 października. W 2017 roku 6 października budynki Rzecznika Praw Obywatelskich w kilku największych miastach zostały rozświetlone na kolor zielony, aby zaznaczyć solidarność z osobami z mózgowym porażeniem dziecięcym. W Polsce partnerem Światowego Dnia Mózgowego Porażenia Dziecięcego jest Fundacja Pomocy Dzieciom Kolorowy Świat, która prowadzi kampanię #17milionów.